# Biblioteka Narodowa Mozambiku
Biblioteka Narodowa Mozambiku – biblioteka narodowa działająca od 1961 roku w Maputo w Mozambiku.

## Historia
Biblioteka powstała na podstawie wydanego 28 sierpnia 1961 przez portugalskie władze kolonialne diploma legislativo nr 2116. Była pierwszą biblioteką w kraju. Umieszczono ją tymczasowo w budynku należącym do Direcção dos Serviços de Fazenda e Contabilidade (Dyrekcji Skarbu i Księgowości) i budynek ten zajmuje do czasów obecnych (2024). Do 1975 roku większość pracowników było Portugalczykami i w momencie odzyskania niepodległości wyjechali z kraju. Biblioteka została zamknięta na trzy lata. Otwarto ją ponownie w 1978 roku.
Biblioteka podlega Ministrowi Kultury i Turystyki Mozambiku.

## Zbiory
W 2020 roku zbiory biblioteki liczyły  39 764 woluminów. 